# Mahaleo (film)
Pour les articles homonymes, voir Mahaleo (homonymie).
Pour plus de détails, voir Fiche technique et Distribution.
Mahaleo est un documentaire franco-malgache réalisé par Raymond Rajaonarivelo et Cesar Paes, sorti le 16 mars 2005, retraçant l'histoire du groupe et propose une vision contemporaine de Madagascar.

## Synopsis
Mahaleo, qui signifie libre, indépendant, autonome en malgache, est le nom d'un groupe de musique de Madagascar qui chante depuis les années 1970.
Les chansons des Mahaleo ont été le levain du soulèvement de 1972 qui a provoqué la chute du régime néo-colonial à Madagascar. Aujourd’hui elles continuent de bercer la vie des Malgaches. 
Les sept musiciens du groupe, Dama, Dadah, Bekoto, Fafa, Nono, Charles et Raoul ont toujours refusé le show-business malgré trente ans de succès, et ont choisi de s’engager dans le développement de leur pays. Ces précurseurs du blues malgache sont aussi médecins, chirurgiens, agriculteurs, sociologues ou députés. Guidé par la force et l'émotion de leurs chansons, le film est un portrait de Madagascar aujourd’hui.

## Fiche technique
- Titre : Mahaleo
- Auteurs : Raymond Rajaonarivelo, Cesar Paes et Marie-Clémence Paes
- Réalisateurs : Cesar Paes et Raymond Rajaonarivelo
- Musique : Mahaleo
- Image : Cesar Paes et Raymond Rajaonarivelo
- Montage : Agnès Contensou
- Son : Eric Bouillon, Bruno H. Blanc et Andry Ranoarivony
- Producteur délégué : Marie-Clémence Paes - Laterit Productions
- Pays d'origine :  France -  Madagascar
- Durée : 102 minutes

## Distinctions
- 2005 : Festival international du Film Insulaire Groix, France
- 2006 : Festival Regards sur le cinéma du monde, Rouen